# George Zumaire Lungu
George Cosmas Zumaire Lungu (ur. 4 lutego 1960 w Zumaire) – zambijski duchowny katolicki, biskup Chipaty od 2003.

## Życiorys
Święcenia kapłańskie przyjął 29 sierpnia 1985. Inkardynowany do diecezji Chipata, był m.in. rektorem niższego seminarium diecezjalnego oraz wikariuszem generalnym diecezji.

### Episkopat
23 grudnia 2002 papież Jan Paweł II mianował go biskupem diecezji Chipata. Sakry biskupiej udzielił mu 23 lutego 2003 ówczesny nuncjusz apostolski w Zambii - arcybiskup Orlando Antonini.
W latach 2007–2013 był przewodniczącym, zaś w latach 2017-2018 wiceprzewodniczącym Konferencji Episkopatu Zambii. 12 kwietnia 2018 ponownie został wybrany na zwierzchnika tejże konferencji.